# Honda F series
La serie F es una familia de motores de cuatro cilindros en línea producida por el fabricante japonés Honda, tanto en versiones SOHC como DOHC. Cuenta con una cubierta abierta de hierro o bloque de hierro fundido y culata de aluminio y magnesio. El motor F22B1 de Honda ganó un lugar en la lista de los 10 mejores motores de Ward en 1995 y 1996.

## F18A
Aplicaciones
- Rover 618i
  - Cilindrada: 1850 cm³ (1,9 L; 112,9 plg³)
  - Diámetro × carrera: 85 x 81,5 mm (3,35 x 3,21 pulgadas)
  - Culata: SOHC 16 válvulas con carburador PGM
  - Potencia: 105 CV (104 HP; 77 kW) @ 6000 rpm
  - Par: 143 N·m (105 lb·pie) @ 4000 rpm
  - Consumo: 13 km/L (7,7 L/100 km; 30,6 mpgAm)

## F18B
Aplicaciones
- Honda Accord 1.8 VTS/VTE (Japón)
- Honda Accord VTEC S (Europa)
  - Cilindrada: 1850 cm³ (1,9 L; 112,9 plg³)
  - Diámetro × carrera: 85 x 81,5 mm (3,35 x 3,21 pulgadas)
  - Culata: SOHC 16 válvulas, VTEC
  - Relación de compresión: 9.3:1
  - Potencia: 138 HP (140 CV; 103 kW) @ 6100 rpm
  - Par: 168 N·m (123,91 lb·pie) @ 5000 rpm
  - ECU: OBD2

## F20A
Aplicaciones
- Honda Accord CB3-CB4 (Japón y Europa)
- Honda Prelude (Japón y Europa)
- Honda Accord Cupé (CC1) 1992-1993
  - Cilindrada: 1997 cm³ (2 L; 121,9 plg³)
  - Diámetro × carrera: 85 x 88 mm (3,35 x 3,46 plg)
  - Relación de compresión: 9.5:1
  - Culata: SOHC 16 válvulas
  - Sistema de Combustible: Carburador (F20A2, F20A3 y F20A6). PGM-FI (resto de modelos)
  - Potencia:
    - F20A2: 110 CV (108 HP; 81 kW) @ 6000 rpm
    - F20A3: 110 CV (108 HP; 81 kW) @ 6000 rpm
    - F20A4: 135 CV (133 HP; 99 kW) @ 6400 rpm
    - F20A5: 135 CV (133 HP; 99 kW) @ 5400 rpm
    - F20A6: 90 CV (89 HP; 66 kW) @ 6000 rpm
    - F20A7: 135 CV (133 HP; 99 kW) @ 5600 rpm
    - F20A8: 145 CV (143 HP; 107 kW) @ 5600 rpm

  - Par:
    - F20A2: 158 N·m (117 lb·pie) @ 3800 rpm
    - F20A4: 240 N·m (177 lb·pie) @ 4300 rpm
    - F20A7: 189 N·m (139 lb·pie) @ 4400 rpm
    - F20A8: 187 N·m (138 lb·pie) @ 4800 rpm

  - Consumo: 9,6 km/L (10,4 L/100 km; 22,6 mpgAm) con PGM-FI o 9,8 km/L (10,2 L/100 km; 23,1 mpgAm) con carburador

## F20B
- Cilindrada: 1997 cm³ (2 L; 121,9 plg³)
- Diámetro × carrera: 85 x 88 mm (3,35 x 3,46 pulgadas)
- Culata: DOHC 16 válvulas con VTEC
- Potencia: 151 CV (149 HP; 111 kW) @ 6500 rpm
- Par: 186 N·m (137 lb·pie) @ 4000 rpm
- Relación de compresión: 11.1:1

## F20B3
Aplicaciones
- Honda Accord Cupé CD9-CD5 (Países Bajos, Bélgica y Luxemburgo)
  - Cilindrada: 1997 cm³ (2 L; 121,9 plg³)
  - Culata: SOHC 16 válvulas
  - Potencia: 136 CV (134 HP; 100 kW)
  - Relación de compresión: 9.0:1
  - Diámetro × carrera: 85 x 88 mm (3,35 x 3,46 pulgadas)

## F20Z1
Aplicaciones
- Honda Accord CC7-CE8 1993-1998 (Europa)
- Rover 620i 1993-1998 (Europa)
  - Cilindrada: 1997 cm³ (2 L; 121,9 plg³)
  - Culata: SOHC 16 válvulas
  - Potencia: 131 HP (133 CV; 98 kW) @ 5400 rpm o 140 HP (142 CV; 104 kW) @ 5800 rpm sin convertidor catalítico
  - Línea roja: 6200 rpm
  - Corte de inyección: 6900 rpm
  - Inyección multipunto
  - Orden de encendido: 1-3-4-2
  - Relación de compresión: 9.5:1
  - Diámetro × carrera: 85 x 88 mm (3,35 x 3,46 pulgadas)

## F20Z2
Aplicaciones
- Honda Accord CE8 1993-1996 (Europa)
- Rover 620i 1993-1996 (Europa)
  - Cilindrada: 1997 cm³ (2 L; 121,9 plg³)
  - Culata: SOHC 16 válvulas
  - Potencia: 115 HP (117 CV; 86 kW) @ 5300 rpm
  - Relación de compresión: 9.0:1
  - Diámetro × carrera: 85 x 88 mm (3,35 x 3,46 pulgadas)

## F22A
Aplicaciones
- Honda Accord EX (1990-1993)
- Honda Prelude S (1992-1996)
  - Cilindrada: 2156 cm³ (2,2 L; 131,6 plg³)
  - Diámetro × carrera: 85 x 95 mm (3,35 x 3,74 pulgadas)
  - Culata: SOHC 16 válvulas con VTEC
  - Relación de compresión: 8.8:1
  - Potencia:
    - F22A1 Accord DX, LX: 125 HP (127 CV; 93 kW) @ 5200 rpm. La Prelude S (1992-1996) también equipó el F22A1, pero debido a que utilizaba una ECU más agresiva (P12), la potencia fue elevada a 135 HP (101 kW).
    - F22A2: 150 HP (152 CV; 112 kW) a 7500 rpm. Usado por: Accord EXi, EX 2WS 1990-1993, Prelude S y Si 1992-1996. 2.2 VTEC, sin convertidor catalítico de fábrica (KT/KY). La compresión es de 8,9:1 y el árbol de levas equipado es el mismo del F22A6. El múltiple de escape es un 4-1 y comparte múltiple de admisión con el F22A1, Este cuenta con un sistema VTEC de único árbol de levas y árbol de levas más agresivo haciéndolo un motor que con unas modificaciones como un sistema de escape y entrada de aire mejorado y ajustes en la ecu genere fácilmente 180 HP y 260 nm.
    - F22A3 y tiene VTEC normal: 150 HP (152 CV; 112 kW) (Europa)
    - F22A4 (Accord EX): 130 HP (132 CV; 97 kW) @ 5200 rpm
    - F22A6: 140 HP (104 kW) @ 6800 rpm. El F22A6 es prácticamente igual al F22A1, excepto por un árbol de levas y ECU más agresivos, un múltiple de escape fundido que fluye mejor. El múltiple de admisión es diferente que utiliza IAB y la cámara de sobrepresión es más grande. El F22A6 también tiene una bandeja de compensación de viento en el cárter de aceite y resortes de válvula más rígidos para acomodar el árbol de levas más agresivo.
    - F22A7: 150 HP (152 CV; 112 kW) (Europa)

  - Par:
    - F22A1: Prelude Type S 186 a 193 N·m (137 a 142 lb·pie) @ 4000 rpm
    - F22A4: 193 N·m (142 lb·pie) @ 4000 rpm
    - F22A6: 193 N·m (142 lb·pie) @ 4500 rpm
    - F22A7: 198 N·m (146 lb·pie) @ 5000 rpm.

## F22B1
Primer F-series VTEC
Aplicaciones
- Honda Accord EX 1994-1997
- Acura CL 1997
- Honda Prelude 1996-2001 (Japón)[4]
  - Cilindrada: 2156 cm³ (2,2 L; 131,6 plg³)
  - Diámetro × carrera: 85 x 95 mm (3,35 x 3,74 pulgadas)
  - Relación de compresión: 8.8:1
  - Volumen comprimido: 69.11 cc
  - Culata: SOHC 16 válvulas VTEC
  - Potencia: 150 HP (152 CV; 112 kW) @ 5500 rpm
  - Par: 199 N·m (147 lb·pie) @ 4500 rpm
  - Accionamiento VTEC: 2500 rpm
  - Línea roja: 6200 rpm
  - Corte de inyección: 6900 rpm
  - Orden de encendido: 1-3-4-2
  - Control de combustible: OBD-I (1994-1995) - OBD-II PGM-FI (1996-1998)

## F22B2
El F22B2, F22B3, F22B6 y F22B8 son similares, cambian los múltiples de escape y admisión.
Aplicaciones
- Honda Accord DX, LX y SE 1994-1997
- Honda Accord LXi 1994-1997 (Australia y Nueva Zelanda) (F22B3)
- Honda Odyssey 1995-1997 (F22B6)
- Honda Shuttle (F22B8)
  - Cilindrada: 2156 cm³ (2,2 L; 131,6 plg³)
  - Diámetro × carrera: 85 x 95 mm (3,35 x 3,74 pulgadas)
  - Culata: SOHC 16 válvulas
  - Relación de compresión: 8.8:1
  - Potencia: 130 HP (132 CV; 97 kW) @ 5300 rpm
  - Par: 188 N·m (139 lb·pie) @ 4200 rpm
  - Línea roja: 6200 rpm
  - Límite de revoluciones: 6900 rpm
  - Orden de encendido: 1-3-4-2
  - Control de combustible: OBD-I y OBD-II PGM-FI

## F22Z2
Aplicaciones
- Honda Accord 2.2 VTEC 1996-1998 (Europa)
  - Cilindrada: 2156 cm³ (2,2 L; 131,6 plg³)
  - Diámetro × carrera: 85 x 95 mm (3,35 x 3,74 pulgadas)
  - Culata: SOHC 16 válvulas, VTEC
  - Relación de compresión: 9.3:1
  - Potencia: 150 HP (112 kW) @ 5500 rpm
  - Par: 200 N·m (148 lb·pie) @ 4500 rpm

## F23A1
Aplicaciones
- Honda Accord LX, EX, SE y LEV 1998-2002
- Acura 2.3CL (América)
  - Cilindrada: 2254 cm³ (2,3 L; 137,5 plg³)
  - Diámetro × carrera: 86 x 97 mm (3,39 x 3,82 pulgadas)
  - Culata: SOHC 16 válvulas, VTEC
  - Relación de compresión: 9.3:1
  - Potencia: 150 HP (112 kW) @ 5700 rpm
  - Par: 205 N·m (151 lb·pie) @ 4900 rpm

La aceleración de 0 a 100 km/h (0 a 62 mph) para este modelo de motor mejora, colocándose alrededor de 9 segundos con la eficiencia de combustible comparable a su predecesor: 10,22 L/100 km (9,8 km/L; 23,0 mpgAm) en ciudad y 7,84 L/100 km (12,8 km/L; 30,0 mpgAm) en autopista para los modelos LX y EX con transmisión automática. Las emisiones de gases orgánicos no metanos (GONM), también conocidos como hidrocarburos no quemados y producidos durante el calentamiento del motor, son considerablemente más bajos. Los motores LX y EX producen menos de 0.0075 g/km, calificándolos en California como «LEV» (Low-Emission Vehicles, ‘vehículos de baja emisión’). En California, el Accord EX automático producía menos de 0.003 g/km de GONM, calificándolo como el primer vehículo con motor de gasolina en obtener el sello «ULEV» (Ultra-Low Emission Vehicle, ‘vehículo de emisión ultra-baja’).
Las paredes del bloque se extienden por debajo de la línea central del cigüeñal, lo que ayuda a ser más rígido el extremo inferior. Se utilizó análisis por computadora FEM (Finite Element Method, ‘método de elementos finitos’) para llegar a espesores óptimos para las costillas de bloque y las paredes con el fin de minimizar la vibración del motor. El FEM también se utilizó para el diseño de este refuerzo de manera que no solamente sería para aumentar la rigidez, sino también ayudar a minimizar las vibraciones del motor.

### Culata
Diseñada con cuatro válvulas por cilindro (16 en total) y con un árbol de levas SOHC y cámaras de combustión abovedadas. Las válvulas individuales son más pequeñas y ligeras que en anteriores motores con cuatro válvulas por cilindro, las cuales permiten al motor subir a revoluciones más altas, ayudando a aumentar el rango de potencia de este. El accionamiento de las válvulas se realiza mediante balancines y un árbol de levas hueco accionado por correa. El diseño de un árbol de levas único en cabeza requiere menos espacio bajo el cofre que los árboles de levas dobles convencionales utilizados normalmente con 16 válvulas y 4 cilindros. La adopción de un sistema de control de detonación sofisticado optimiza la sincronización del encendido y permite una mayor relación de compresión de 8.8:1 a 9.3:1. Se especifica el uso de combustible regular sin plomo.

### Sistema de Admisión revisado
El sistema de admisión se simplificó de forma que se consigue reducir la resistencia a la inducción y el ruido. Una caja de aire más grande diseñada para amortiguar el ruido del tracto de admisión resonante sustituye la del anterior Accord de una sola cámara más pequeña. La nueva caja es de 10,7 litros (2,8 galAm) de capacidad, en comparación con 8,2 litros (2,2 galAm) de la unidad menor. La caja más grande también elimina la necesidad de un segundo resonador para reducir el ruido, agregar más potencia y menos emisiones. Los conductos de aluminio fundido individuales han recibido una revisión en las dimensiones para un mejor aprovechamiento de las diferentes características de flujo de aire del motor de 2,3 litros (0,6 galAm). Una cámara de distribución más grande reduce el ruido de inducción y la incorporación de recirculación de gases de escape (EGR), elimina la necesidad de un ajuste por separado y el puerto en cada corredor de admisión.

### Operación Baja Velocidad
Durante el funcionamiento a bajas revoluciones, se abre solamente una válvula de admisión por cilindro, permitiendo la entrada de aire y el combustible en la cámara de combustión. La otra válvula de admisión tiene solamente una ligera cantidad de ascenso y su temporización es escalonada. Como resultado, la carga de combustible-aire aspirado a través de la válvula de admisión abierta se somete a un efecto de remolino. El remolino crea una carga estratificada con una mezcla rica cerca de la bujía y una mezcla progresivamente más rica en aire. Esta carga estratificada, combinada con un mejor control de la EGR, se traduce en menores emisiones, especialmente durante el período de calentamiento crítico y mejora el consumo de combustible. Se utilizan cojinetes de rodillo balancines de baja fricción para ayudar a reducir la fricción y mejorar la eficiencia del motor.

### Emisiones
Los modelos EX y LX se calificaron como «LEV» (Low-Emission Vehicles, ‘vehículos de baja emisión’) en California. Los modelos EX automáticos transmisión se cualificaron como «ULEV» (Ultra-Low Emission Vehicles, ‘vehículos de emisión ultra-baja’) en California. Las mejoras de estos motores para alcanzar estos rangos se basan en diversos sistemas como una carga estratosférica del VTEC y una recirculación de gases (EGR) controlada electrónicamente. Las mecánicas ULEV usan una ECU de 32 bits con control individual del flujo de aire por cilindro, relación de aire-combustible pobre durante ralentí rápido, catalizador de alta eficiencia y un sistema de escape de baja masa térmica.

### Transmisión
Las transmisiones automáticas entregan control directo sobre el conductor agrias a que es controlada por PCM (Powertrain Control Module, ‘módulo de control del tren motriz’) para lograr un cambio más suave y rápido. Lleva un control de crucero también controlado por el PCM y una ECU sobre la transmisión. Se logró reducir el ruido en el cambio respecto a la transmisión predecesora. Respecto a la transmisión manual, se redujo el diámetro interior para lograr un cambio más suave, con el mismo nivel de resistencia y durabilidad.

## F23A4
Similar al F23A1, pero con especificaciones ULEV (Ultra Low Emission Vehicle, ‘vehículo de emisión ultra-baja’)
Aplicaciones
- Honda Accord ULEV 1998-2002
  - Potencia: 148 HP (150 CV; 110 kW)
  - Par: 203 N·m (150 lb·pie)

## F23A5
Aplicaciones
- Honda Accord DX 1998-2002
- Honda Accord LXi 1998-2002 (Nueva Zelanda)
- Honda Accord LX VP 2002 (América)
  - Cilindrada: 2254 cm³ (2,3 L; 137,5 plg³)
  - Diámetro × carrera: 86 x 97 mm (3,39 x 3,82 plg)
  - Culata: SOHC 16 válvulas
  - Relación de compresión: 8.8:1
  - Potencia: 135 HP (137 CV; 101 kW) @ 5500 rpm
  - Par: 206 N·m (152 lb·pie) @ 4500 rpm

## F23A7
Similar al F23A1
Aplicaciones
- Honda Odyssey 1998
- Isuzu Oasis 1998-1999
- Honda Shuttle (Europa)

## F20A
Aplicaciones
- Honda Accord 2.0Si/Si-T (CB3-CB4) 1990-1993 (Japón) & Honda Prelude 92-96 Japón y Europa.
  - Cilindrada: 1997 cm³ (2 L; 121,9 plg³)
  - Diámetro × carrera: 85 x 88 mm (3,35 x 3,46 pulgadas)
  - Culata: DOHC 16 válvulas
  - Relación de compresión: 9.5:1
  - Potencia: 170 HP (172 CV; 127 kW) @ 6100 rpm
  - Par: 186 N·m (137 lb·pie) @ 5000 rpm
    - Control de combustión OBD1

## F20B
Motor similar al H22A del Honda Prelude con la cilindrada reducida de 2.2 L a 2.0 L para cumplir con ciertos requisitos de emisiones. Había versión de transmisión automática, pero de inferior potencia de 180 CV (178 HP; 132 kW). La versión manual del F20B utilizó cámaras más fuertes y acelerador y múltiple de admisión del H22 type S. La diferencia entre el F20B manual con 200 CV (197 HP; 147 kW) y automático con 180 CV (178 HP; 132 kW) esta en las levas, la admisión, el acelerador y la transmisión manual T2T4.
Aplicaciones
- Honda Accord SiR wagon/SiR-T (CF4, CF5, CF9 y CL3) 1997-2001 (Japón)
- Honda Torneo (Japón)
  - Cilindrada: 1997 cm³ (2 L; 121,9 plg³)
  - Diámetro × carrera: 85 x 88 mm (3,35 x 3,46 pulgadas)
  - Culata: DOHC 16 válvulas VTEC
  - Potencia: 200 HP (203 CV; 149 kW) @ 7000 rpm
  - Par: 197 N·m (145 lb·pie) @ 5500 rpm
  - Línea Roja: 7400 rpm
  - Relación de compresión: 11.0:1
  - Control de combustible: OBD-2

## F20C
El F20C y el F22C1 son motores de 4 cilindros en línea producidos por Honda. Son los pocos motores de 4 cilindros de Honda que están diseñados para colocarse en posición longitudinal y tracción trasera.
Estos motores tienen escasa relación con los motores de serie F que se produjeron a mediados de los años 90 para vehículos como el Honda Accord y el Honda Prelude. Para sacar el máximo provecho a este motor de tamaño compacto, los ingenieros de Honda utilizaron tecnología proveniente de los motores de Honda Racing. El F20C y F22C1 tienen dos árboles de levas de con seguidores de rodillo, sistema VTEC, tanto para el árbol de la admisión y como para el árbol de levas de escape, camisas de cilindro reforzadas con compuesto de fibra (FRM), recubierto de los segmentos del pistón de Disulfuro de molibdeno para reducir la fricción y utiliza una cadena de distribución.
El sistema VTEC consta de dos cámaras de la leva separadas. No se utiliza la sincronización de levas variable. Los seguidores de rodillos se utilizan para reducir la fricción en el tren de válvulas. Los balancines se construyen utilizando moldeo por inyección de metal.

## F22B
Similar al H23A
Aplicaciones
- Honda Prelude Si 1992-1996 (Japón)
- Honda Prelude Si 1997 (Japón)
  - Cilindrada: 2156 cm³ (2,2 L; 131,6 plg³)
  - Diámetro × carrera: 85 x 95 mm (3,35 x 3,74 pulgadas)
  - Culata: DOHC 16 válvulas
  - Relación de compresión: 9.3:1
  - Potencia: 166 HP (168 CV; 124 kW) @ 6500 rpm
  - Par: 215 N·m (159 lb·pie) @ 6000 rpm
  - Línea roja: 6800 rpm